# Italia (Schiff, 1967)
Die Italia war ein 1967 für die italienische Reederei Sunsarda gebautes Kreuzfahrtschiff. Nach mehreren Besitzerwechseln wurde es 1996 an die zypriotische Louis Cruise Lines, verkauft, bei der es bis 2010 im Dienst blieb. 2012 wurde das Schiff im indischen Alang verschrottet.

## Planung und Bau
Die Italia wurde 1963 als eines von ursprünglich zwei Schwesterschiffen von der italienischen Sunsarda in Auftrag gegeben und am 23. Juni 1963 bei Cantieri Navale Felszegi in Triest auf Kiel gelegt. Für die Inneneinrichtung der Italia waren Gustavo Finali und Romano Boico verantwortlich, die bereits die Innenausstattung der beiden zur Italian Line gehörenden Schwesterschiffe Raffaello und Michelangelo entworfen hatten. Äußerlich war das Aussehen der Italia an die 1965 in Dienst gestellte Oceanic angelehnt. Am 28. April 1965 wurde das Schiff vom Stapel gelassen. Während des Baus mussten sowohl Sunsarda als auch der Erbauer Cantieri Navale Felszegi Insolvenz anmelden. Die Arbeiten an der Italia wurde gestoppt, der Bau ihres geplanten Schwesterschiffes gestrichen. Das unvollendete Schiff wurde daraufhin an Crociere d’Oltremare verkauft.

## Dienstzeit

### Italia

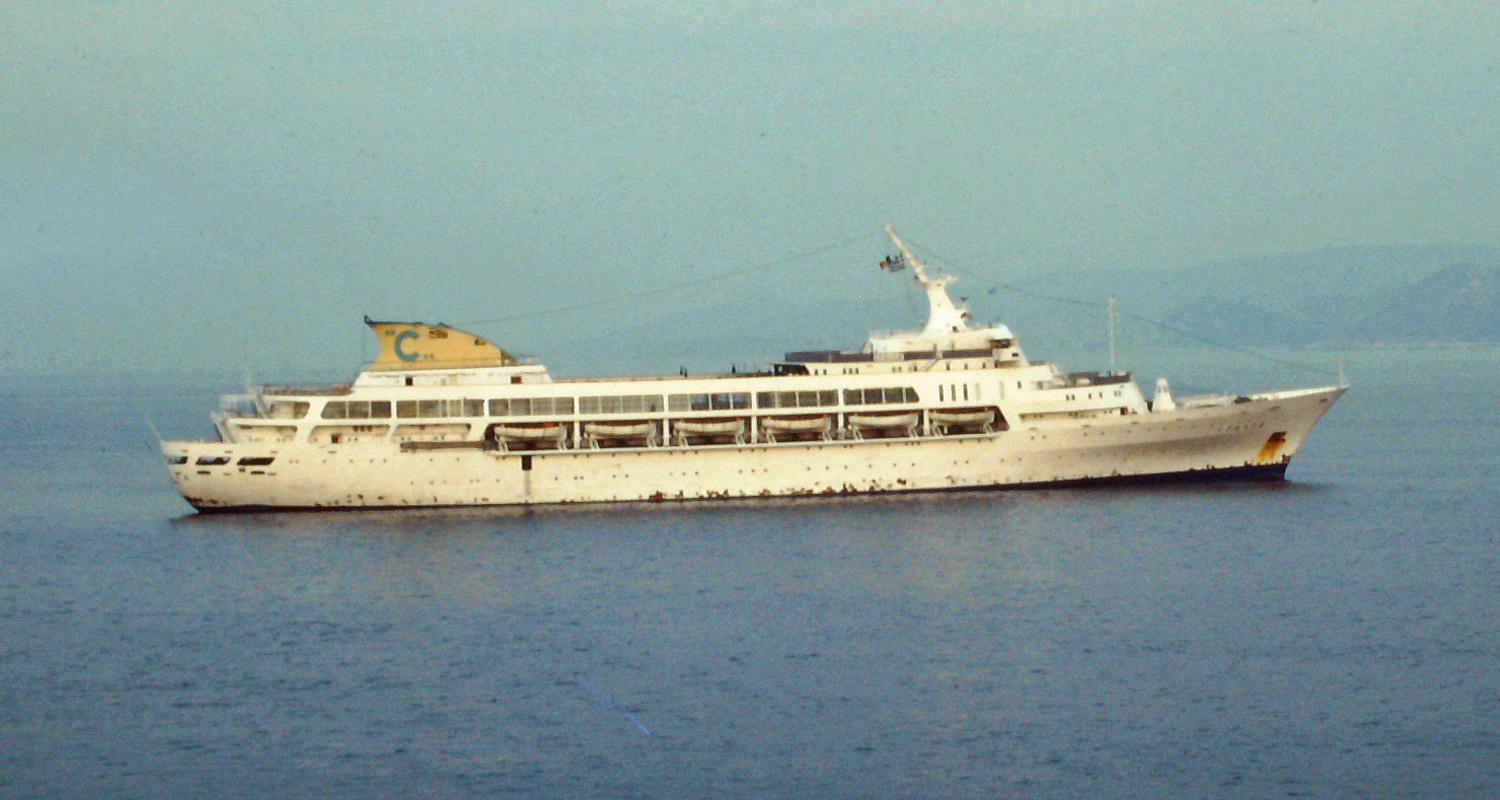
Die Italia vor Piräus, 1980

Die Italia wurde nie wie geplant von Crociere d’Oltremare eingesetzt, sondern stattdessen nach der Fertigstellung für drei Rundreisen im Mittelmeer an Fratelli Cosulich verchartert.
Danach wurde das Schiff an Princess Cruises verchartert.
Während der Überführungsfahrt von Triest nach Kalifornien hatte das US-amerikanische Filmdrama Das Tal der Puppen Weltpremiere im Theater des Schiffes. Zu den geladenen Gästen gehörten unter anderem die Darsteller Sharon Tate, Patty Duke, Tony Scotti sowie Jacqueline Susann, die Autorin der Romanvorlage zum Film.
Nachdem die Italia in Kalifornien eingetroffen war, wurde sie offiziell getauft und danach für Kreuzfahrten eingesetzt. Hierbei trug die Italia die Werbebezeichnung Princess Italia, dies war jedoch kein offizieller Name.
Ab 1969 wurde das Schiff für Expeditionskreuzfahrten nach Alaska eingesetzt, bis Crociere d’Oltremare den Chartervertrag 1973 kündigte.
Das Schiff wurde anschließend unter seinem alten Namen Italia an Costa Crociere verchartert, die es für Kreuzfahrten in der Karibik einsetzten. 1977 wurde die Italia schließlich von Costa gekauft.

### Ocean Princess
1983 wurde das Schiff an die Ocean Cruise Line verkauft und in Ocean Princess umbenannt. Es wurde fortan während des Sommers im Mittelmeer und während des Winters in der Karibik eingesetzt.
Im März 1993 lief die Ocean Princess während einer Kreuzfahrt durch den Amazonas auf ein nicht in der Seekarte eingezeichnetes Wrack. Das Schiff sank im seichten Gewässer, wodurch der Maschinenraum und die unteren Decks überflutet wurden. Alle Passagiere und Besatzungsmitglieder konnten gerettet werden, doch das Schiff wurde zum Totalverlust erklärt und an den Versicherer übergeben.

### Sea Prince
Dennoch wurde die Ocean Princess an die Sunshine Cruise Line verkauft, gehoben und repariert. Die Arbeiten am mittlerweile in Sea Prince umbenannten Schiff waren fast abgeschlossen, als 1995 ein Brand an Bord ausbrach. Das erneut zum Totalverlust erklärte Schiff wurde an die zypriotische Reederei Louis Cruise Lines verkauft und erneut repariert.

### Princesa Oceanica/Sapphire

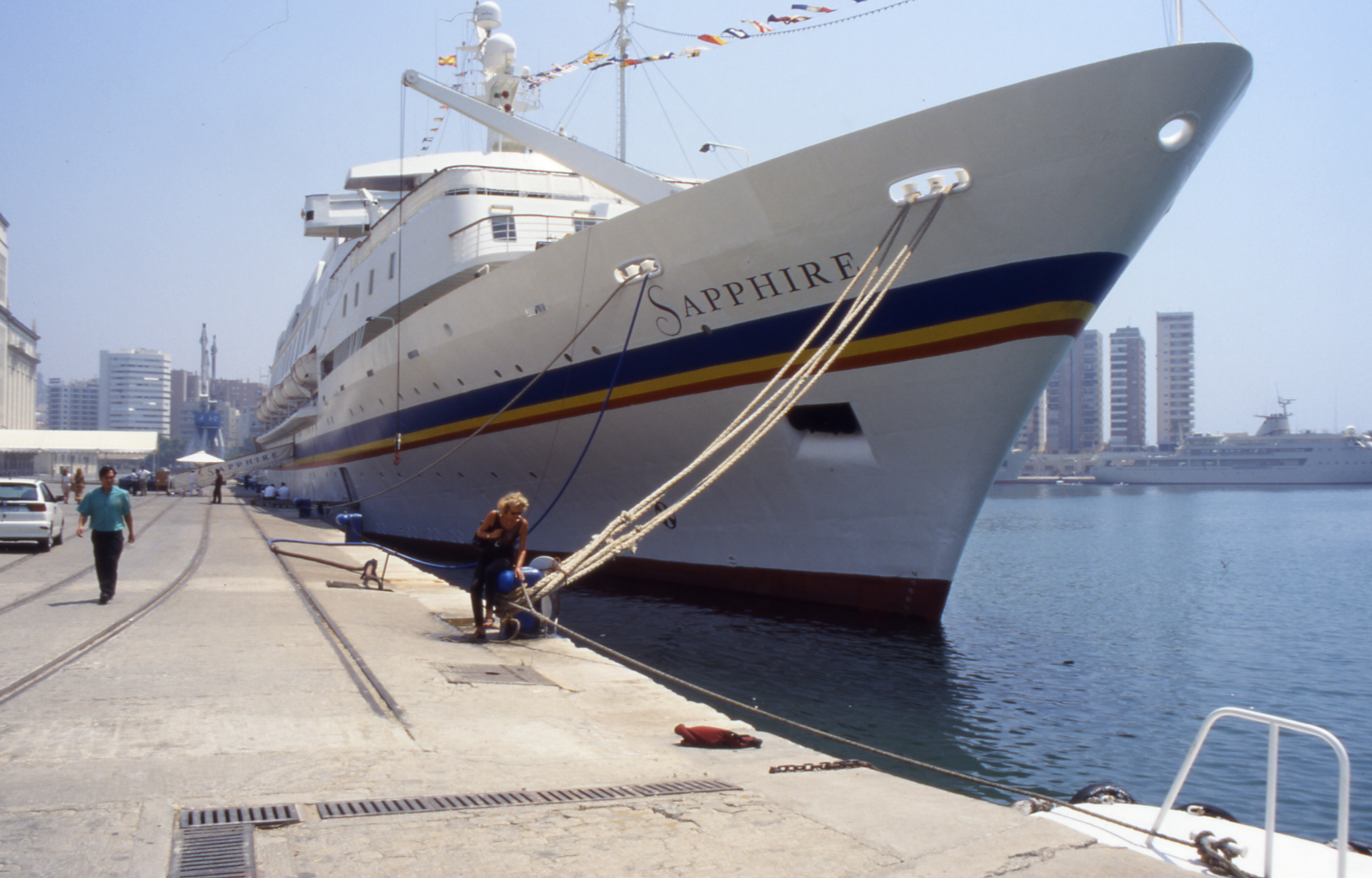
Das Schiff als Sapphire im Einsatz für Thomson Cruises

1996 wurde das Schiff schließlich als Princesa Oceania wieder in Dienst gestellt. Noch im selben Jahr wurde es als Sapphire bis 2002 an die britische Reederei Thomson Cruises verchartert. 2002 kehrte die Sapphire für die Louis Cruise Line in den Dienst zurück. Sie war fortan für Mittelmeerkreuzfahrten im Einsatz.
Nachdem das Schiff die neuesten Sicherheitsbestimmungen (SOLAS 2010) nicht mehr erfüllte und der Weiterbetrieb hohe Investitionen sowie Umbaumaßnahmen erfordert hätte, wurde es nach der Hauptsaison im Herbst 2010 außer Dienst gestellt und in Eleusis aufgelegt. 
2012 wurde die Sapphire zum Verschrotten verkauft. Am 9. Mai 2012 traf das Schiff unter dem Überführungsnamen Aspire im indischen Alang ein, wo es am 11. Mai bei Rajendra Shipbreakers auf den Strand gesetzt und bis Ende des Jahres komplett verschrottet wurde.

## Ausstattung
Die Italia besaß insgesamt acht Passagierdecks. Im Laufe ihrer Dienstzeit wurden die öffentlichen Räume je nach Eigner umbenannt. Die Namen der Decks sowie die Aufteilung der Einrichtungen blieb jedoch soweit nicht anders beschrieben dieselbe.
Sun Deck: Auf diesem Deck befanden sich die Brücke, der Kartenraum, der Funkraum sowie die Unterkunft des Kapitäns. Am hinteren Teil des Decks befand sich das namensgebende Sonnendeck.
Lido Deck: Auf dem Lido Deck befanden sich mehrere Promenaden sowie ein mit Mosaiken verzierter Pool am Fuße des Schornsteins. Auf dem gleichen Deck befanden sich außerdem ein Veranda-Cafe, eine kleine Sporthalle sowie die Unterkünfte der Offiziere.
Riviera Deck: Auf dem Riviera Deck waren zum Zeitpunkt der Indienststellung des Schiffes ausschließlich öffentliche Passagiereinrichtungen untergebracht. Nach der Übernahme durch Princess Cruises wurden jedoch einige Suiten im vorderen Bereich des Schiffes untergebracht. Zu den Einrichtungen des Riviera Decks gehörten ein Vestibül, ein Kartenzimmer, eine Boutique, einen Nachtclub sowie eine Bar, die in den Grand Salon des Schiffes führte. Im vorderen Bereich des Riviera Decks war außerdem eine Observations-Lounge untergebracht, die jedoch nach der Übernahme durch Costa Crociere durch zusätzliche Kabinen ersetzt wurde.
Promenade Deck: Auf diesem Deck befanden sich Kabinen, die restlichen Suiten sowie der Speisesaal des Schiffes. Im hinteren Bereich waren die Kombüse sowie Unterkünfte für Besatzungsmitglieder untergebracht. Das gesamte Deck wurde von einer Promenade umgeben, auf der sich außerdem die Rettungsboote befanden.
Pacific Deck: Auf dem Pacific Deck befanden sich neben weiteren Kabinen die Lobby, das Zahlmeisterbüro sowie ein Schönheitssalon.
Belvedere Deck/Capri Deck: Auf beiden untersten Passagierdecks Belvedere und Capri waren ausschließlich Kabinen untergebracht.

## Maschinenanlage
Die Sapphire wurde von zwei Neunzylinder-Dieselmotoren der Marke Sulzer-CRDA angetrieben, die zusammen eine Leistung von 11.026 Kilowatt (14.991 PS) erzeugten. Die Höchstgeschwindigkeit des Schiffes betrug 21,4 Knoten, die normale Dienstgeschwindigkeit 19 Knoten. Die Sapphire besaß zwei Festpropeller.